# لانكستر (كارولاينا الجنوبية)
لانكستر (بالإنجليزية: Lancaster, South Carolina)‏ هي مدينة تقع في الولايات المتحدة في مقاطعة لانكستر (كارولاينا الجنوبية).  يقدر عدد سكانها بـ 10,160 نسمة ومساحتها 15.3 كم2  وترتفع عن سطح البحر 173 متر.

## التركيبة السكانية
حدّد مكتب تعداد الولايات المتحدة بيانات التركيبة السكانية للانكستر في تعداد الولايات المتحدة. في ما يلي، التركيبة السكانية حسب تعدادي 2000 و2010.

### تعداد عام 2000
بلغ عدد سكان لانكستر 8,177 نسمة بحسب تعداد عام 2000، وبلغ عدد الأسر 3,396 أسرة وعدد العائلات 2,117 عائلة مقيمة في المدينة. في حين سجلت الكثافة السكانية 475.7 نسمة لكل كيلومتر مربع (1,232.1/ميل2). وبلغ عدد الوحدات السكنية 3,778 وحدة بمتوسط كثافة قدره 219.8 لكل كيلومتر مربع (569.3/ميل2).
وتوزع التركيب العرقي للمدينة بنسبة 47.54% من البيض و49.49% من الأمريكيين الأفارقة و0.12% من الأمريكيين الأصليين و0.88% من الأمريكيين ذوي الأصول الآسيوية و0.04% من سكان جزر المحيط الهادئ و1.15% من الأعراق الأخرى و0.78% من عرقين مختلطين أو أكثر و2.25% من الهسبانيون أو اللاتينيون من أي عرق.
بلغ عدد الأسر 3,396 أسرة كانت نسبة 33.2% منها لديها أطفال تحت سن الثامنة عشر تعيش معهم، وبلغت نسبة الأزواج القاطنين مع بعضهم البعض 35.5% من أصل المجموع الكلي للأسر، ونسبة 22.6% من الأسر كان لديها معيلات من الإناث دون وجود شريك،  بينما كانت نسبة 4.3% من الأسر لديها معيلون من الذكور دون وجود شريكة وكانت نسبة 37.7% من غير العائلات. تألفت نسبة 33.1% من أصل جميع الأسر من عدة أفراد يعيشون في نفس المنزل ونسبة 15.2% كانت تتألف من شخص يعيش بمفرده يبلغ من العمر 65 عاماً أو أكثر. وبلغ متوسط حجم الأسرة المعيشية 2.37، أما متوسط حجم العائلات فبلغ 3.01.
بلغ العمر الوسطي للسكان 36.9 عاماً. وكانت نسبة 25.6% من القاطنين تحت سن الثامنة عشر، وكانت نسبة 8.9% بين الثامنة عشر والرابعة والعشرين عاماً، ونسبة 26.4% كانت واقعةً في الفئة العمرية ما بين الخامسة والعشرين والرابعة والأربعين عاماً، ونسبة 21.6% كانت ما بين الخامسة والأربعين والرابعة والستين، ونسبة 16.2% كانت ضمن فئة الخامسة والستين عاماً فما فوق. يوجد لكل 100 أنثى 83.1 ذكر، ويوجد لكل 100 أنثى في الثامنة عشر من عمرها فما فوق 77.4 ذكر.
بلغ متوسط دخل الأسرة في المدينة 28,650 دولارًا، أما متوسط دخل العائلة فبلغ 33,380 دولارًا. وكان متوسط دخل الذكور 27,090 دولارًا مقابل 22,382 دولارًا للإناث. وسجل دخل الفرد الخاص بالمدينة 16,828 دولارًا. وكانت نسبة 18% من العائلات ونسبة 23% من السكان تحت خط الفقر، وكان من هؤلاء نسبة 33.9% تحت سن الثامنة عشر ونسبة 17.8% في الخامسة والستين من العمر وما فوق.

### تعداد عام 2010
بلغ عدد سكان لانكستر 8,526 نسمة بحسب تعداد عام 2010، وبلغ عدد الأسر 3,510 أسرة وعدد العائلات 2,160 عائلة مقيمة في المدينة. في حين سجلت الكثافة السكانية 496 نسمة لكل كيلومتر مربع (1,284.6/ميل2). وبلغ عدد الوحدات السكنية 3,981 وحدة بمتوسط كثافة قدره 231.6 لكل كيلومتر مربع (599.8/ميل2).
وتوزع التركيب العرقي للمدينة بنسبة 42.97% من البيض و51.35% من الأمريكيين الأفارقة و0.18% من الأمريكيين الأصليين و0.93% من الأمريكيين ذوي الأصول الآسيوية و0.01% من سكان جزر المحيط الهادئ و3.47% من الأعراق الأخرى و1.09% من عرقين مختلطين أو أكثر و5.72% من الهسبانيون أو اللاتينيون من أي عرق.
بلغ عدد الأسر 3,510 أسرة كانت نسبة 32.5% منها لديها أطفال تحت سن الثامنة عشر تعيش معهم، وبلغت نسبة الأزواج القاطنين مع بعضهم البعض 31.1% من أصل المجموع الكلي للأسر، ونسبة 25.2% من الأسر كان لديها معيلات من الإناث دون وجود شريك،  بينما كانت نسبة 5.3% من الأسر لديها معيلون من الذكور دون وجود شريكة وكانت نسبة 38.5% من غير العائلات. تألفت نسبة 33.6% من أصل جميع الأسر من عدة أفراد يعيشون في نفس المنزل ونسبة 15.1% كانت تتألف من شخص يعيش بمفرده يبلغ من العمر 65 عاماً أو أكثر. وبلغ متوسط حجم الأسرة المعيشية 2.40، أما متوسط حجم العائلات فبلغ 3.05.
بلغ العمر الوسطي للسكان 36.9 عاماً. وكانت نسبة 25.3% من القاطنين تحت سن الثامنة عشر، وكانت نسبة 9.9% بين الثامنة عشر والرابعة والعشرين عاماً، ونسبة 24.7% كانت واقعةً في الفئة العمرية ما بين الخامسة والعشرين والرابعة والأربعين عاماً، ونسبة 23.8% كانت ما بين الخامسة والأربعين والرابعة والستين، ونسبة 16.3% كانت ضمن فئة الخامسة والستين عاماً فما فوق. وتوزع التركيب الجنسي للسكان بنسبة 45.9% ذكور و54.1% إناث.

## أعلام
- مارك هاموند
- رالف فوستر
- مايك كونينغهام
- شيلدون براون
- توم أديسون
- جيم دونكان
- هارون روبنسون